# Ichneumon discoensis
Ichneumon discoensis is een insect dat behoort tot de orde vliesvleugeligen (Hymenoptera) en de familie van de gewone sluipwespen (Ichneumonidae). De wetenschappelijke naam van de soort werd voor het eerst geldig gepubliceerd door William J. Fox in 1892.  De soort werd ontdekt op het eiland Disko voor Groenland.